# Your Funeral... My Trial
Your Funeral… My Trial je čtvrté studiové album rockové skupiny Nick Cave and the Bad Seeds, vydané v listopadu 1986 u vydavatelství Mute Records. Jeho nahrávání probíhalo od července do srpna 1986 v berlínském studiu Hansa Tonstudio a jeho producentem byl Flood spolu s Tonym Cohenem.

## Seznam skladeb
| Pořadí | Název                  | Autor                     | Délka |
| ------ | ---------------------- | ------------------------- | ----- |
| 1.     | Sad Waters             | Nick Cave                 | 5:00  |
| 2.     | The Carny              | Cave                      | 8:01  |
| 3.     | Your Funeral, My Trial | Cave                      | 3:56  |
| 4.     | Stranger Than Kindness | Anita Lane, Blixa Bargeld | 4:47  |
| 5.     | Jack's Shadow          | Cave, Mick Harvey         | 5:41  |
| 6.     | Hard On for Love       | Cave                      | 5:19  |
| 7.     | She Fell Away          | Cave                      | 4:30  |
| 8.     | Long Time Man          | Tim Rose                  | 5:35  |

## Obsazení
- Nick Cave – zpěv, klavír, varhany, harmonika
- Mick Harvey – baskytara, kytara, bicí, klavír, varhany, zvonkohra, xylofon, doprovodné vokály
- Blixa Bargeld – kytara, doprovodné vokály
- Barry Adamson – baskytara
- Thomas Wydler – bicí